# Лукан Галишки
Лукан Игнатов Тодоров е български революционер, основател и официален куриер на Врачанския революционен комитет.
Роден е в село Галиче, Оряховско, през 1845 г. Отявлен съратник в освободителния период. Изпълнява „етапно куриерство“ от Влашко през Враца и Букурещ, през Бяла Слатина и Оряхово. Също така в дома на Лукан Галишки е пренощувал Васил Левски, като е отбелязал Дяконът в личното си тефтерче и разстоянието от Оряхово до Галиче. Лукан уведомява чрез тайнопис и съобщава във Враца за идването на четата на Христо Ботев и местонахождението на складираните оръжия и боеприпаси.
По-късно Лукан бил заловен и вкаран в затвора в гр. Русе, където и умира в 1876 г. Говори се, че бил отровен от турски готвач и че бил погребан след това от баба Тонка в гроба на Стефан Караджа.